# Сиппола
Сиппола (фин. Sippola) — упразднённая в 1975 году община в области Кюменлааксо, Финляндия. Входила в состав Кюменского уезда; в настоящее время территория Сипполы (включаящая одноимённые район и деревню) входит в состав Коуволы.

## История
Сиппола упоминается как приход волости Вехкалахти еще в 1693 году. Церковь Сиппола была построена в 1823 году, а в 1861 приход стал независимым. Современное здание церкви было построена в 1879 году. 
В результате индустриализации деревня Мяммяля была переименована в Инкеройнен, по названию деревообрабатывающей и бумажной фабрики Инкеройнен (1872), построенной в районе порогов Маммяля (позже то же название получила железнодорожная станция Инкеройнен на линии Коувола-Котка). Деревни бывшей волости Вияла теперь составляют агломерацию Мюллюкоски и входят в волость Коувола.
Волости Сиппола и Аньяла были объединены в 1975 году, образовав город Аньяланкоски в 1977 году. В 2009 году Аньяланкоски присоединился к городу Коувола.

## Известные уроженцы

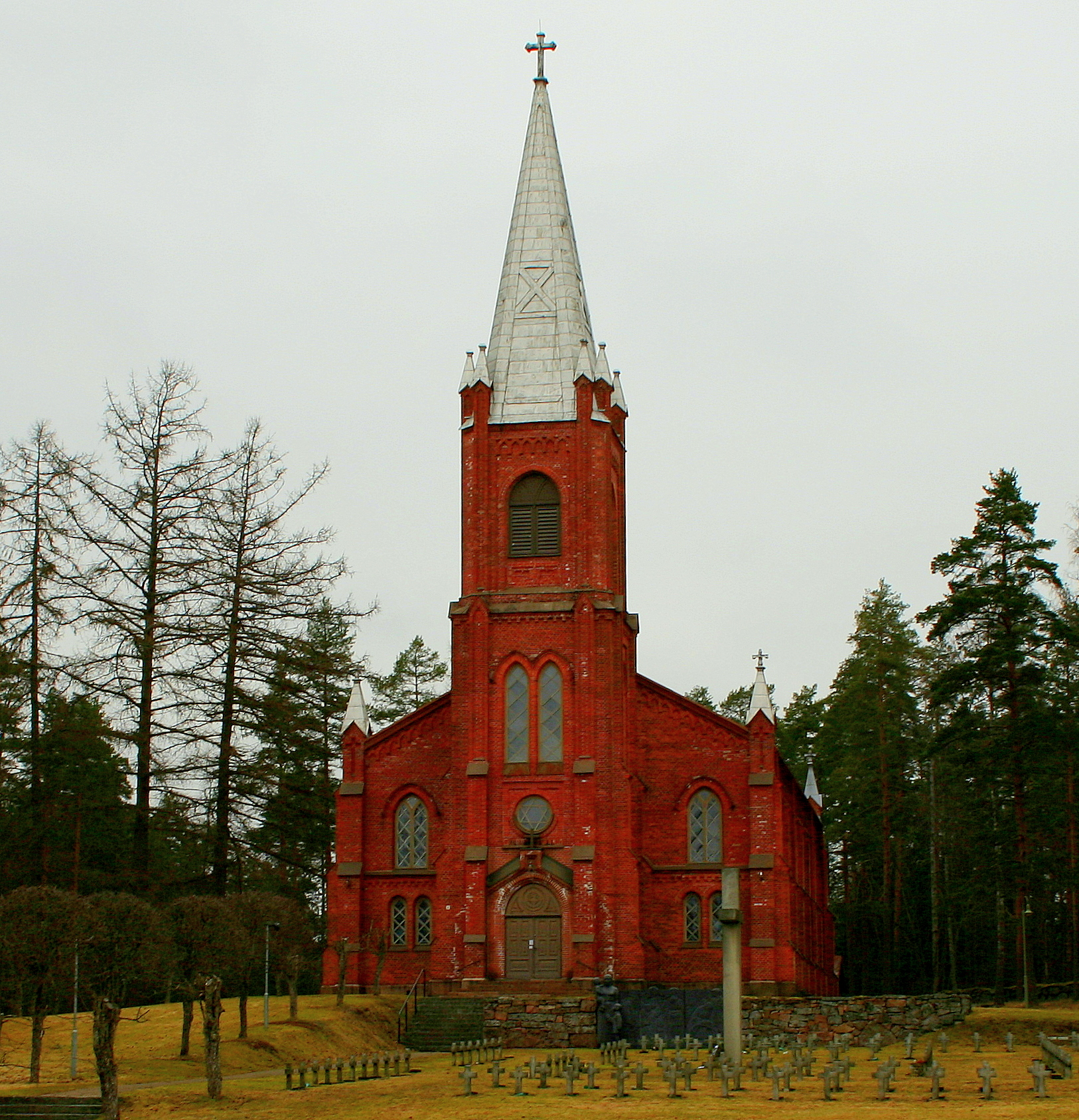
Церковь Сиппола

- Аукусти Сихвола (1895-1947) борец
- Хейкки Хасу (род. 1926) лыжник